# Gyge branchialis
Gyge branchialis is een pissebed uit de familie Bopyridae. De wetenschappelijke naam van de soort is voor het eerst geldig gepubliceerd in 1861 door Cornalia & Panceri.